# Ondřej Bačo
Ondřej Bačo (25 marzo 1996) è un calciatore ceco, difensore dell'Ironi Tiberias.

## Caratteristiche tecniche
È un difensore centrale.

## Carriera
Cresciuto nelle giovanili dello Trinity Zlín, ha esordito in prima squadra il 18 novembre 2016 in occasione del match di campionato vinto 3-1 contro il Vysočina Jihlava.